# North Side (ADO Den Haag)

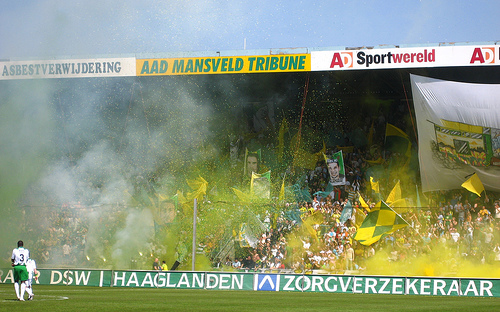
Sfeeractie van de North Side in het Zuiderparkstadion

De North Side is sinds 1977 de supportersvereniging van de Nederlandse voetbalclub ADO Den Haag.

## Hague City
De North Side is opgericht in 1977 onder de naam Hague City, onder deze naam deden de supporters mee aan supportersvoetbaltoernooien door heel Europa. Omdat het supportersvak zich op de noordtribune bevond werd er in de liederen om ADO Den Haag te supporten de term "North Side" gebruikt zodoende is de supportersvereniging gaandeweg omgedoopt tot de North Side.

## Midden Noord
Ook staat de North Side bekend als Midden Noord, Dit komt doordat de supporters van ADO Den Haag op het middelste gedeelte van de Noordtribune in het Zuiderparkstadion stonden. In de jaren tachtig stond de North Side veelal bekend om het vele geweld waarmee de "supporters" door het land trokken. Dit heeft er mede toe geleid dat ADO Den Haag destijds is afgegleden naar de eerste divisie, omdat supporters en sponsors zich er niet mee wilden associëren. Tegenwoordig heeft de harde kern van ADO Den Haag nog steeds een enigszins beruchte reputatie, maar is de sfeer vriendelijker geworden. Na de verhuizing naar het nieuwe stadion wenste het bestuur van de club geen nieuwe fanatieke aanhang op de lange zijde. Na acties van de supportersvereniging LSU, lijkt het oude Midden Noord weer in ere hersteld op de nieuwe Haaglanden Tribune.